# Karl Reinhardt (Politiker)

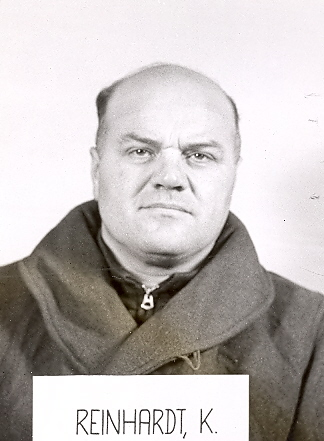
Karl Reinhardt als Zeuge bei den Nürnberger Prozessen

Karl Wilhelm Reinhardt (* 4. Dezember 1905 in Kittelsthal; † 26. Juli 1968 in Bamberg) war ein deutscher Landwirt und Politiker (NSDAP). Reinhardt war unter anderem Reichstagsabgeordneter und Landesbauernführer im Gau Bayerische Ostmark.

## Leben und Wirken
Nach dem Besuch der Volksschule in Kittelsthal und des Realgymnasiums in Eisenach wurde Reinhardt an der landwirtschaftlichen Schule in Marksuhl unterrichtet. Als Volontär und später als Verwalter arbeitete er anschließend mehrere Jahre lang auf verschiedenen Bauerngütern in Thüringen, bevor er sich 1929 als Landwirt mit einem eigenen Hof im thüringischen Kittelsthal selbstständig machte. Nach der Annexion der Sudetengebiete im Jahr 1938 erwarb er zudem für die Dauer von zwölf Jahren eine Pachtung bei Furth an der ehemaligen deutsch-tschechischen Grenze von der Stadt Taus.
Zum 1. Oktober 1929 trat Reinhardt in die NSDAP ein (Mitgliedsnummer 161.617). In dieser übernahm er 1930 Funktionärsaufgaben als Reichsredner. 1932 wurde er für die NSDAP als Abgeordneter in den Thüringischen Landtag gewählt, dem er bis zur Auflösung dieser Körperschaft im Jahr 1933 angehörte. Ebenfalls 1929 trat Reinhardt in die SS ein (SS-Nummer 17.254), in der er bis zum SS-Brigadeführer befördert wurde.

Karl Reinhardt in SS-Uniform.

Unmittelbar nach dem Machtantritt der Nationalsozialisten im Frühjahr 1933 wurde Reinhardt Vorsitzender des Kreisrates in Eisenach. Daneben wurde er 1933 zum Landesjungbauernführer für Thüringen und zum Leiter der Hauptabteilung I der Landesbauernschaft Thüringen ernannt. Beide Ämter behielt er bis zum 6. Oktober 1938 bei. Ebenfalls bis 1938 war er Vorsitzender der Thüringischen Landessiedlungsgesellschaft. Anlässlich der Reichstagswahl vom November 1933 wurde Reinhardt außerdem Mitglied des nationalsozialistischen Reichstags, dem er in der Folge vom 12. November 1933 bis zum Ende der NS-Herrschaft im Frühjahr 1945 als Abgeordneter für den Wahlkreis 12 (Thüringen) angehörte.
Vom 6. Oktober 1938 bis zum 1. Januar 1940 war Reinhardt bei der Landesbauernschaft Bayreuth Landesbauernführer für die Bayerische Ostmark, anschließend bis zum 30. Januar 1941 Landesbauernführer der Landesbauernschaft Wartheland mit Sitz in Posen (Wartheland). Zudem war er Mitglied im Reichsbauernrat, Sonderbeauftragter des Reichsbauernführers Walther Darré für Landarbeiterfragen und Sonderbeauftragter des Reichsbauernführers für die Bayerische Ostmark (bis 6. Oktober 1938) sowie vom 6. Oktober 1938 bis Mai 1945 landwirtschaftlicher Gaufachberater des Gaus Bayerische Ostmark und Gauamtsleiter für Agrarpolitik im selben Gau vom 6. Februar 1940 bis Kriegsende.
Während des Zweiten Weltkriegs war Reinhardt außerdem Referent für Ernährung- und Landwirtschaft des Sonderstabs Wirtschaftsbevollmächtigter (I Wi) beim Generalquartiermeister des Heeres.
Kurz nach dem Ende des Zweiten Weltkriegs geriet Reinhardt in alliierte Kriegsgefangenschaft und wurde in den Nürnberger Prozessen als Zeuge vernommen. Sein Hof in Thüringen wurde von der sowjetischen Besatzungsmacht enteignet, während seine Pachtung bei Furth an die Tschechoslowakei zurückfiel.

## Beförderungen
- 30. Januar 1934: SS-Untersturmführer
- 9. November 1935: Hauptsturmführer (unter Überspringung des Obersturmführerranges)
- 20. April 1936: SS-Sturmbannführer
- 30. Januar 1937: SS-Obersturmbannführer
- 20. April 1939: SS-Standartenführer
- ?: SS-Oberführer
- 13. Dezember 1944: SS-Brigadeführer